# Хорњи Бенешов
Хорњи Бенешов (чеш. Horní Benešov) град је у Чешкој Републици. Град се налази у управној јединици Моравско-Шлески крај, у оквиру којег припада округу Брунтал.

## Становништво
Према подацима о броју становника из 2014. године град је имао 2.301 становника.